# Герб Могильова

Герб Могильова

Герб Могилів  —  офіційний символ міста Могильов поряд з прапором.

## Історія
Перший герб міста був затверджений у 1577 році Стефаном Баторієм.
Сучасний герб міста був затверджений 3 січня 2005 року.

## Опис
Герб міста Могилева являє собою зображення на блакитному тлі барочного щита трьох срібних веж, у відкритих воротах середньої з яких знаходиться срібний лицар в обладунках з піднятим над головою мечем. Вгорі над воротами на усіченому круглому червоному щиті під покрівлею центральної вежі знаходиться срібний озброєний вершник з мечем і щитом. Нижній кут щита, відокремлений зображенням веж, зелений.

## Галерея

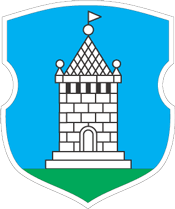
Перший герб Могильова. 1577 рік
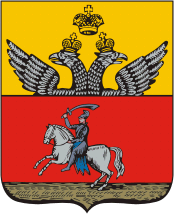
Герб 1781 року